# Cassaria
La Cassaria è una commedia di Ludovico Ariosto, rappresentata per la prima volta il 5 marzo 1508 alla corte di Ferrara.
Inizialmente scritta in prosa, fu successivamente messa in versi dallo stesso Ariosto tra il 1528 e il 1529.

## Origine del nome
Deve il nome alla cassa che si trova al centro dell'intrigo.

## Genere
Nella storia del teatro italiano, la Cassaria è il primo tentativo di confronto col genere classico della commedia. Si rifà al modello della letteratura latina, in particolare di Tito Maccio Plauto. Sono presenti i richiami alla realtà del periodo ma l'impostazione della vicenda, la moltiplicazione delle situazioni e i tipi psicologici restano quelli classici, con giovani innamorati, servi furbi, vecchi avidi, schiavi e mezzani.
L'azione si svolge nella città greca di Metellino ed è alimentata soprattutto dalle trovate dei due servi astuti, Volpino e Fulcio.

## Trama
Nella città greca di Metellino due giovani, Erofilo e Caridoro, sono innamorati di altrettante fanciulle, Eulalia e Corisca, schiave del ruffiano Lucrano che ne è il lenone. Seguendo i consigli del servo Volpino, Erofilo tenta di riscattare Eulalia dando in pegno a Lucrano una cassa di ori filati del padre Crisobolo, ma il ritorno imprevisto del genitore complica tutto. 
Volpino tenta di far passare per ladro Lucrano, ma la cassa viene recuperata e Volpino sbugiardato e imprigionato. Fulcio, servo di Caridoro, riesce a spillare denaro a Crisobolo con un inganno, potendo, così, riscattare le due fanciulle e ottenere la libertà di Volpino.

## Analogie con le commedie di Plauto

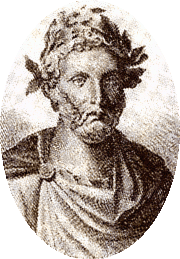
Ritratto di Plauto

Nella trama dell'opera si trovano molte analogie con le commedie latine dello scrittore Tito Maccio Plauto. Infatti l'elemento chiave dell'equivoco tra i personaggi è una cesta che permette di rivelare importanti segreti di una persona, ma che tuttavia viene perduta e poi ritrovata, risolvendo la matassa delle peripezie. Nella Cistellaria di Plauto ad esempio la protagonista è Selenia, abbandonata in un bordello da un ricco signore per un amore extraconiugale, la cui vera identità è celata in una cassa che contiene alcuni suoi oggetti infantili. Nella commedia Vidularia la storia ruota attorno ad un baule che dovrebbe svelare l'identità di un certo Nicodemo. Tuttavia il baule viene perduto in mare durante un viaggio e ripescato da un marinaio che scopre ciò che contiene. E nell'ultima Rudens il tema è sempre lo stesso: quello del naufragio di due giovani innamorati e il ritrovamento del loro baule da parte di un pescatore, il quale vuole ricattarli. Infatti uno dei due innamorati è figlio di un nobile, preoccupato molto per la sua salute dato che non si hanno più sue notizie dal naufragio, e per questo il marinaio vorrebbe essere risarcito per il ritrovamento dell'oggetto prezioso. Ma proprio alla fine sopraggiungono i due giovani sulla scena e il malfattore è citato in tribunale.